# Cedric Coward
Cedric De'Von Coward, né le 11 septembre 2003 à Fresno en Californie, est un joueur américain de basket-ball évoluant aux postes d'arrière et d'ailier. Il mesure 1,96 m.

## Biographie

### NBA
Cedric Coward est sélectionné en onzième position par les Trail Blazers de Portland, pour les Grizzlies de Memphis, lors de la draft 2025 de la NBA.

## Palmarès et distinctions individuelles

### Universitaires
- First-team All-Big Sky (2024)
- Northwest Conference (en) Freshman of the Year (2022)
- First-team All-Northwest Conference (2022)